# Campionati sloveni di sci alpino 2001
I Campionati sloveni di sci alpino 2001 si svolsero a Stari Vrh presso Škofja Loka il 21 marzo. Fu assegnato solo il titolo di slalom speciale, sia maschile sia femminile.
Trattandosi di competizioni valide anche ai fini del punteggio FIS, vi hanno partecipato anche sciatori di altre federazioni, senza che questo consentisse loro di concorrere al titolo nazionale sloveno.

## Risultati

### Uomini

#### Slalom speciale
| Pos. | Atleta             | Nazione     | Tempo   |
| ---- | ------------------ | ----------- | ------- |
| 1    | Jure Košir         | Slovenia    | 1:32,17 |
| 2    | John Moulder-Brown | Regno Unito | 1:33,17 |
| 3    | Andrej Šporn       | Slovenia    | 1:33,27 |
| 4    | Bernard Vajdič     | Slovenia    | 1:33,50 |
| 5    | Andreas Ertl       | Germania    | 1:33,61 |
| 6    | Ondřej Bank        | Rep. Ceca   | 1:33,75 |
| 7    | Jernej Reberšak    | Slovenia    | 1:33,80 |
| 8    | Mitja Valenčič     | Slovenia    | 1:33,82 |
| 9    | Andrej Miklavc     | Slovenia    | 1:33,87 |
| 10   | Aleš Gorza         | Slovenia    | 1:34,02 |

Data: 21 marzo

### Donne

#### Slalom speciale
| Pos. | Atleta             | Nazione    | Tempo   |
| ---- | ------------------ | ---------- | ------- |
| 1    | Lea Dabič          | Slovenia   | 1:30,62 |
| 2    | Eva Walkner        | Austria    | 1:31,17 |
| 3    | Špela Pretnar      | Slovenia   | 1:31,47 |
| 4    | Karin Truppe       | Austria    | 1:31,97 |
| 5    | Nika Fleiss        | Croazia    | 1:32,19 |
| 6    | Tina Maze          | Slovenia   | 1:32,21 |
| 7    | Alenka Dovžan      | Slovenia   | 1:32,49 |
| 8    | Zuzana Smerčiaková | Slovacchia | 1:33,47 |
| 9    | Mojca Rataj        | Slovenia   | 1:33,62 |
| 10   | Kumiko Kashiwagi   | Giappone   | 1:34,04 |

Data: 21 marzo